# Bandeira de Krasnoiarsk
A Bandeira de Krasnoiarsk é um dos símbolos oficiais do Krai de Krasnoiarsk, uma subdivisão da Federação Russa. Foi aprovada em 27 de março de 2000.

## Descrição
Seu desenho consiste em um retângulo vermelho na proporção largura-comprimento de 2:3. No centro está o brasão de armas da região, cuja altura é de 2/5 da altura total. As cores, especialmente o vermelho, e símbolos presentes na bandeira, como a foice e o martelo (no caso, uma foice e uma pá erguidas pelo leão no escudo) e os ramos entrelaçados por listéis remetem às bandeiras e outros símbolos da União Soviética e suas subdivisões.
O padrão de desenho da bandeira é semelhante ao usado nas bandeiras de Briansk e Oremburgo, o que as tonam bastante parecidas entre si.